# Piercing no capuz clitoridiano
Um piercing no capuz clitoridiano é um piercing genital feminino que atravessa o capuz clitoridiano ao redor do clitóris. Há dois tipos principais de piercing no capuz, o piercing vertical e o piercing horizontal. Como o nome indica, a diferença está na direção que o piercing está orientado na pele acima do clitóris. Nenhum destes piercings penetra o próprio clitóris.

## Cicatrização e cuidado pós-cirúrgico
Como muitos piercings genitais, estes piercings possuem períodos relativamente curtos de cicatrização, devido a quantidade de fluxo de sangue na área.  Durante o período de cicatrização, contudo, o piercing é uma ferida e pode aumentar o risco de doenças sexualmente transmissíveis.

## Efeitos na sensação clitoridiana
Em um piercing no capuz clitoridiana vertical, frequentemente referida como VCH, o capuz clitoridiano é geralmente perfurado de modo que a jóia descanse diretamente no clitóris, que com frequência realça a sensação. Nem todas as pessoas, contudo, têm o lugar anatômico apropriado para fazer um piercing cicatrizado com sucesso. Estes interessados no procedimento são geralmente aconselhados por seus piercers de qualquer localização e problemas de colocação.
Este piercing é conhecido por aumentar o prazer sexual. Em um estudo empírico na Universidade do Sul do Alabama, os autores reportaram uma relação positiva entre os piercings no capuz clitoridiano de orientação vertical e o desejo, frequência de relação sexual e excitação sexual. Entretanto, isto deve depender de muitos fatores, como a colocação da jóia e o indivíduo. 

## Jóias
Uma larga variedade de jóias podem ser usadas como piercings no capuz clitoridiano.  Barras, J-bars e outras jóias de estilo barra são comuns como piercings de orientação vertical, e ambos, piercings BCRs e barras são comuns como orientação horizontal. Não é comum para as contas de uma barra serem decorativas, como ocorre em piercings no umbigo.